# Nez Perce County
Nez Perce County is een county in de Amerikaanse staat Idaho.
De county heeft een landoppervlakte van 2199 km² en telt 37.410 inwoners (volkstelling 2000). De hoofdplaats is Lewiston.
De streek werd oorspronkelijk bewoond door de Nez Percé-indianen.

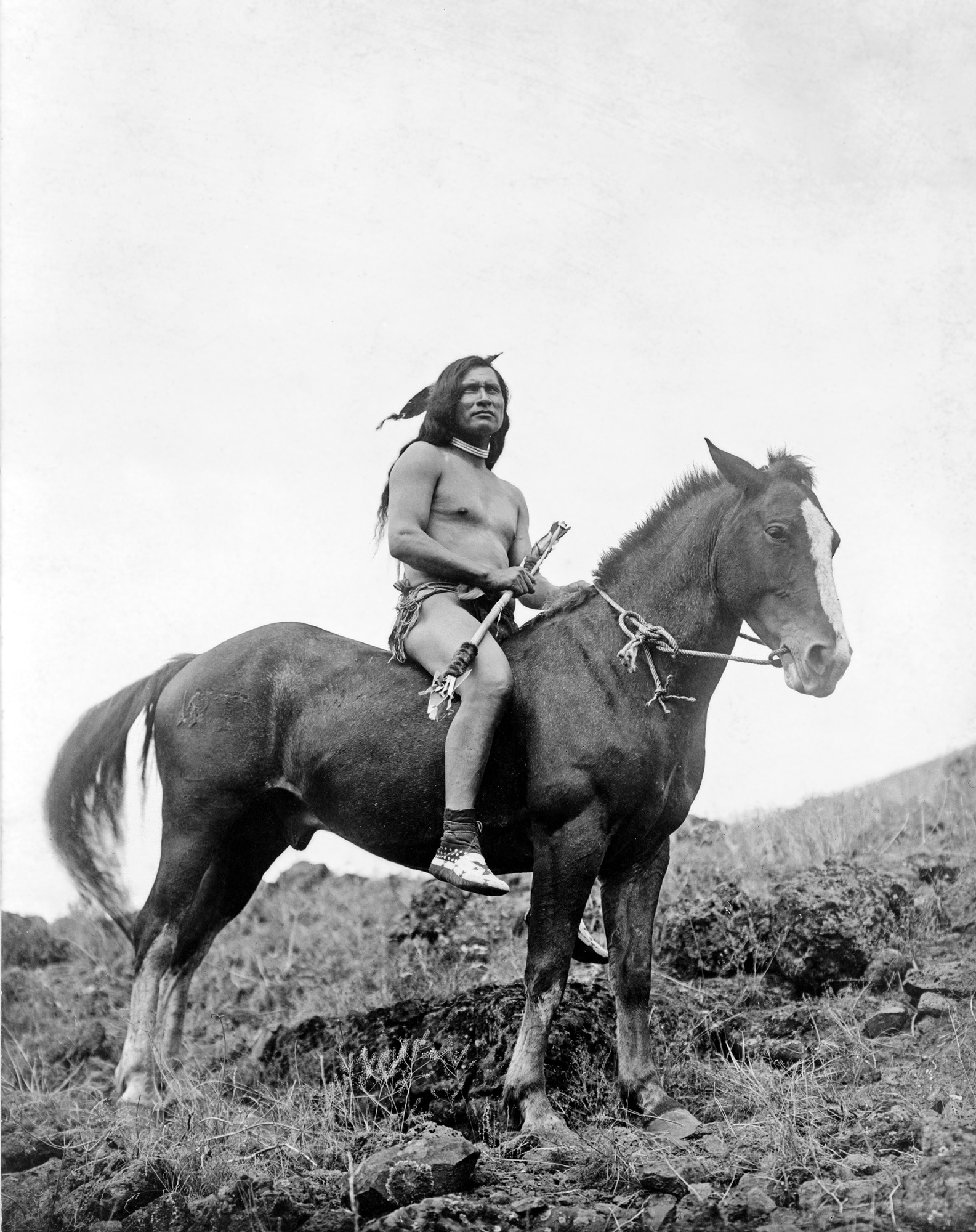
Nez Percé-strijder, door Edward S. Curtis, 1910
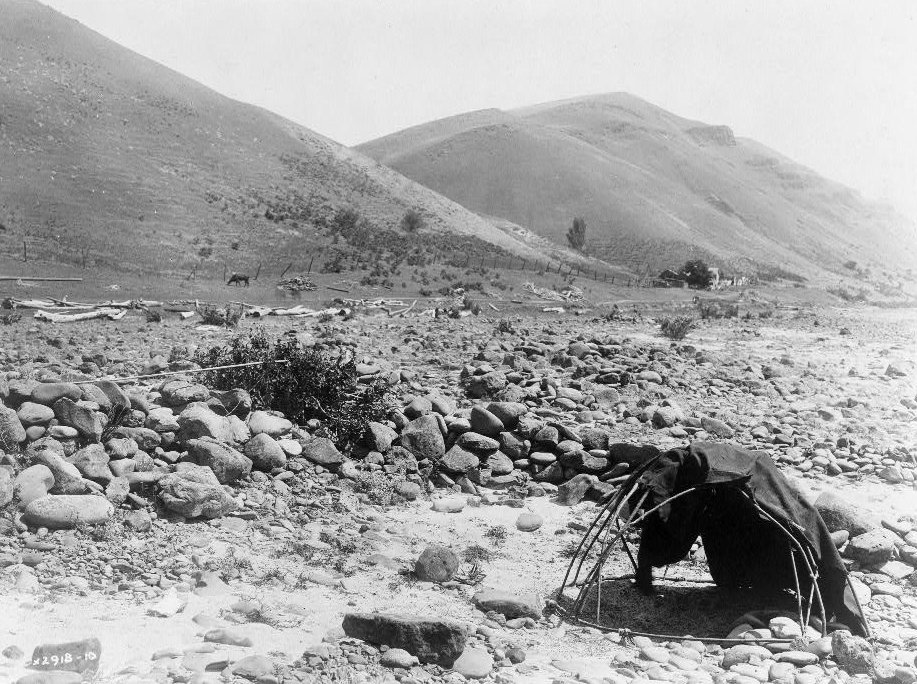
Landschap rond 1910, door Edward S. Curtis